# Liste der Truppenteile der Heeresaufklärungstruppe des Heeres der Bundeswehr
Die Liste der Truppenteile der Heeresaufklärungstruppe des Heeres der Bundeswehr enthält alle selbstständigen Einheiten und Verbände der Heeresaufklärungstruppe der Bundeswehr sowie eine kurze Übersicht über ihren Aufstellungszeitpunkt, Stationierungsorte, Unterstellung und über ihre Auflösung oder Umbenennung. Die jüngste Truppengattung des Heeres schloss ihren Aufbau 2008 vorläufig ab. Dazu wurden Kräfte der Panzeraufklärungstruppe, der Fernspähtruppe und Feldnachrichtenkräfte sowie die Luftlandeaufklärer und Teile der Artillerieaufklärung (in erster Linie Drohnenaufklärungskräfte) herangezogen. In erster Linie wurden dabei die Panzeraufklärungsbataillone unter Hinzuziehung weiterer Kräfte umgegliedert und grundlegend neu organisiert. Alle Vorgängerverbände werden in Liste der Panzeraufklärungsverbände der Bundeswehr und Liste der Fernspäheinheiten der Bundeswehr dargestellt.

## Legende
| Legende     |
| ----------- |
| Aufgelöst   |
| nicht aktiv |
| Aktiv       |

Taktisches Zeichen

Siehe auch hier für das Abkürzungsverzeichnis.

## Bataillone
Die neue Heeresaufklärungstruppe stellte bis 2008 mehrere Aufklärungsbataillone auf. Die stringente Nummerierung angelehnt an die Unterstellung der Verbände wurde im Heer etwa Mitte der 1990er Jahre aufgegeben. Seitdem ist die Nummer des Verbandes kein eindeutiges Indiz auf die Unterstellung mehr, sondern wird bei Unterstellungswechseln beibehalten. Die meist aus Panzeraufklärungsbataillonen entstandenen Aufklärungsbataillone behielten demzufolge ihre Nummer, lediglich der Name wurde angepasst. Bei einzelnen Verbänden kann man an der Nummer aber noch die einstige Unterstellung, in seltenen Fällen auch die heutige, ablesen. Zu den allgemeinen Nummerierungskonventionen der Vorgängerverbände wird auf die Liste der Panzeraufklärungsverbände der Bundeswehr etc. verwiesen. Wenn möglich wird in der Liste kurz auf den Ursprung der Nummer eingegangen. Ganz allgemein entsprach bei Panzeraufklärungsbataillonen die Bataillonsnummer 1 bis 14 meist der ursprünglich übergeordneten Division; bei Panzeraufklärungsbataillon entsprach die Kompanienummer meist der Nummer der übergeordneten Brigade zuzüglich einer Endziffer „0“. Neu aufgestellt wurden mehrere nicht aktive Verbände die angelehnt an einen Truppenteil ohne eigenes Großgerät Ausbildungsverbände für Reservisten sind. Ihre 900-er Nummer folgen den jüngsten Nummerierungskonventionen für nicht aktive Truppenteile im Heer (vgl. Liste der Panzergrenadierverbände der Bundeswehr) ohne eine besondere Unterstellung anzudeuten. 
Folgende Verbände wurden aufgestellt:
|                            | Bezeichnung     | Aufstellung | Stationierungsort(e) | Auflösung | Bemerkung |
| -------------------------- | --------------- | ----------- | -------------------- | --------- | --- |
|                            | AufklLehrBtl 3  | 2008        | Lüneburg             | -         | unterstellt Panzerlehrbrigade 9 unterstand ehemals 1. Panzerdivision |
| Internes Verbandsabzeichen | AufklBtl 6      | 2008        | Eutin                | -         | unterstellt PzGrenBrig 41 |
|                            | AufklBtl 7      | 2015        | Ahlen                | -         | unterstellt PzBrig 21. Bezeichnung in Anlehnung an das PzAufklBtl 7 (Augustdorf), mit Unterstellung PzBrig 21 bzw. 7. PzDiv                                                                      |
|                            | AufklBtl 8      | 2008        | Freyung              | -         | unterstellt PzBrig 12 aus GebPzAufklBtl 8, ehemals unterstellt 1. GebDiv = 8. Heeresdivision |
|                            | AufklBtl 13     | 2008        | Gotha                | -         | unterstellt PzGrenBrig 37 aus PzAufklBtl 13, ehemals unterstellt 13. PzGrenDiv |
|                            | GebAufklBtl 230 | 2007        | Füssen               | -         | unterstellt GebJgBrig 23 GebAufklBtl 230 aus Umbenennung GebPzArtBtl 225 und Teileingliederung PzAufklBtl 5. Der begriffliche Vorgänger GebPzAufklKp 230 wurde in der Brigade um 2004 aufgelöst. |
|                            | AufklBtl 910    | 2008        | Gotha                | 2014      | na angelehnt an AufklBtl 13 |
|                            | AufklBtl 911    | 2008        | Füssen               | 2014      | na angelehnt an GebAufklBtl 230 |

## Selbstständige Kompanien
Die selbstständigen Aufklärungskompanien der Heeresaufklärungstruppe sind 2008 aus den ehemaligen Panzeraufklärungskompanien gebildet worden. Die Fernspählehrkompanie sowie die Luftlandeaufklärungskompanien waren bereits vor Beginn der Zusammenfassung der Aufklärungskräfte im Heer existent und wechselten unter unveränderter Bezeichnung zur neuen Truppengattung. Bis auf ein neu aufgestelltes nicht aktives Bataillon, das der Nummerierung der nicht aktive Aufklärungsbataillone folgt (s. o.), zeigt die Kompanienummer der Kompanien ihre jetzige und auch ursprüngliche Unterstellung unter eine der Brigaden des Heeres bzw. im Falle der Fernspählehrkompanie unter das ursprüngliche Korps. Die Fernspählehrkompanie 200 war ehemals im Bereich des II. Korps angesiedelt. Die Nummer wurde auch nach Auflösung des Korps und mehrfachen Unterstellungswechsel beibehalten. Die Nummern der anderen aktiven Kompanien beginnen jeweils mit der Nummer ihrer übergeordneten Brigade und enden mit einer „0“.
|                                       | Bezeichnung      | Aufstellung | Stationierungsort(e)  | Auflösung | Bemerkung                                                                                        |
| ------------------------------------- | ---------------- | ----------- | --------------------- | --------- | ------------------------------------------------------------------------------------------------ |
| Wappen der Aufklärungslehrkompanie 90 | AufklLehrKp 90   | 2008        | Munster               | 2015      | unterstellt PzLehrBrig 9 entstand aus PzAufklLehrKp 90                                           |
| PzAufklKp 210                         | AufklKp 210      | 2008        | Augustdorf            | 2015      | PzBrig 21 entstand aus PzAufklKp 210                                                             |
|                                       | FeSpähLehrKp 200 | 1962        | Pfullendorf           | 2015      | DSK                                                                                              |
|                                       | GebAufklKp 230   | 2024        | Füssen                | -         | unterstellt GebJgBrig 23                                                                         |
|                                       | LLAufklKp 260    | 2004        | Zweibrücken           | -         | unterstellt LLBrig 1                                                                             |
|                                       | LLAufklKp 310    | 2000        | Seedorf               | -         | unterstellt LLBrig 1                                                                             |
|                                       | 4./JgBtl 291     | 2010        | Illkirch-Grafenstaden | -         | unterstellt D/F-Brig Aufgrund der Stationierung im Ausland disziplinar dem JgBtl 291 unterstellt |
|                                       | AufklKp 912      | 2008        | Lüneburg              | 2015      | na, angelehnt an AufklLehrKp 90                                                                  |

## Ausbildungseinrichtungen
Die zentrale Ausbildungseinrichtung der Heeresaufklärungstruppe ist das 2007 neu aufgestellte Ausbildungszentrum Heeresaufklärungstruppe. Die Ausbildungseinrichtung der Fernspäher auch nach Eingliederung in die Heeresaufklärungstruppe das Ausbildungszentrum Spezielle Operationen.
|  | Bezeichnung    | Aufstellung | Stationierungsort(e) | Auflösung | Bemerkung |
|  | -------------- | ----------- | -------------------- | --------- | --------- |
|  | AusbZHAufklTrp | 2007        | Munster              | -         |           |
|  | AusbZSpezOp    | 2003        | Pfullendorf          | -         |           |

## Abkürzungen
Folgende Abkürzungen werden benutzt:
| - AusbZHAufklTrp → Ausbildungszentrum Heeresaufklärungstruppe - AusbZSpezOp → Ausbildungszentrum Spezielle Operationen - AufklBtl → Aufklärungsbataillon - AufklLehrBtl → Aufklärungslehrbataillon - AufklKp → Aufklärungskompanie - DSK → Division Schnelle Kräfte - FeSpähLehrKp → Fernspählehrkompanie - GebAufklBtl → Gebirgsaufklärungsbatillon - GebDiv → Gebirgsdivision - GebJgBrig → Gebirgsjägerbrigade - GebPzArtBtl → Gebirgspanzerartilleriebataillon - na → nicht aktiv - PzAufklBtl → Panzeraufklärungsbataillon - PzBrig → Panzerbrigade - PzDiv → Panzerdivision - PzGrenBrig → Panzergrenadierbrigade - PzGrenDiv → Panzergrenadierdivision - PzLehrBrig → Panzerlehrbrigade - LLAufklKp → Luftlandeaufklärungskompanie - LLBrig → Luftlandebrigade |